# Вики Мишел
Вики Мишел (на английски: Vicki Michelle) е британска филмова, театрална и телевизионна актриса, известена със значимата си роля на сервитьорката Ивет в британския сериал „Ало, ало!“ (1982 – 1992). Дебютира в киното с второстепенна роля във филма „If There Weren't Any Blacks You'd Have to Invent Them“, излъчен през 1968 г.
До края на 2009 г. Мишел се е снимала в общо 30 филма и сериали.

## Филмография
- Emmerdale Farm сериал – Патрициа Фостър (епизод 1.4770, 2007/епизод 1.4927, 2008)
- All in the Game (филм, 2006) – Ема
- The Colour of Funny (1999) – Пеги Лънч
- Gayle's World Televisieserie – Гасте (епизод 1.3, 1997/епизод 1.4, 1997)
- Noel's House Party сериал – неизвестна роля (епизод 4.18, 1995/епизод 5,7 1995)
- 'Ало, ало! сериал – Ивет Карт-Бланш (86 еп., 1982, 1984 – 1992, 2007)
- 'Ало, ало! В лондонския паладиум (1988) – Ивет Карт-Бланш
- Cannon & Ball сериал – неизвестна роля (епизод 6.3, 1984)
- Are You Being Served? сериал – Гласувай за C.B. (еп., Calling All Customers, 1983, stem)
- The Professionals сериал – Тина (еп., The Untouchables, 1983)
- Don't Rock the Boat сериал – Джанет (еп., Combat Fatigue, 1982)
- Minder televisieserie – Сара Джейн (еп., Don't Tell Them Willie Boy Was Here, 1980)
- Sweet William (1980) – Момиче на самолет
- George and Mildred (1980) – Втората дама на Бишоф
- The Dawson Watch сериал – роля неизвсетна (еп., Crime, 1979|Health, 1979|The Media, 1979)
- Come Back Mrs. Noah сериал – Икономката (еп., The Housing Problem, 1978)
- The Professionals сериал – Джо (еп., Hunter/Hunted, 1978)
- The Greek Tycoon (1978) – Приятелката на Нико
- The Goodies сериал – Мед. сестра (еп., Rock Goodies, 1977)
- Spectre (филм, 1977) – Втората икономка
- The Sentinel (1977) – Момиче на телевизия
- Space: 1999 сериал – Барбара (еп., The Taybor, 1976)
- The Two Ronnies сериал – роля неизвестна (епизод 5.1, 1976/епизод 5.6, 1976)
- Queen Kong (1976) – Член на екипажа
- The Likely Lads (1976) – Glenys
- En la cresta de la ola (1975) – роля неизвестна
- Alfie Darling (1975) – Гореща мацка
- Whatever Happened to the Likely Lads? сериал – Мадлин (еп., The Ant and the Grasshopper, 1974)
- Softly Softly сериал – Ванда Харис (еп., The Loudmouth, 1973)
- Virgin Witch (1972) – Бети
- Softly Softly сериал – Ре (еп., The Floater, 1971)
- Softly Softly сериал – Рийн (еп., Safe in the Streets?, 1970)
- If There Weren't Any Blacks You'd Have to Invent Them (филм, 1968) – мед. сестра